# Glory (kick-boxing)
GLORY (dawniej Glory World Series) – organizacja promująca zawodowy kick-boxing z siedzibą w Singapurze. Należy do powiązanej z holenderską grupą Golden Glory spółki Glory Sports International. Przewodniczącym jest Pierre Andurand, dyrektorem wykonawczym (CEO) Jon Franklin, kierownikiem Scott Rudmann, matchmakerem Cor Hemmers.

## Historia
W 1999 Baastian „Baas” Boon założył grupę promotorską o nazwie Golden Glory. Od 2006 roku rozpoczął organizowanie gal sztuk walki Ultimate Glory (od 2010 United Glory), na których promowane były pojedynki m.in. w formułach kickboxingu oraz MMA.
W 2011 francuski przedsiębiorca Pierre Andurand wraz z Marcusem Luerem (Total Sports Asia) oraz Scottem Rudmannem (Nectar Capital) bezskutecznie próbowali nabyć prawa do marki od K-1, które od 2010 borykało się ze sporymi problemami finansowymi.
W połowie 2012 Andurand wraz z resztą inwestorów powołał do życia spółkę Glory Sports International, a jeszcze w tym samym roku wykupił największego europejskiego konkurenta – It’s Showtime oraz związał się z grupą Baasa Boona Golden Glory, tworząc organizację GLORY World Series, która w połączeniu z zapaścią finansową K-1 stała się wiodącą organizacją zawodowego kick-boxingu na świecie.
W maju 2014 podpisano wieloletnią umowę z amerykańską stacją Spike TV na transmisję gal w USA. 19 września 2015 zorganizowano przy współpracy z Bellator MMA galę kickboxingu i MMA – Dynamite.
10 grudnia 2016 na gali GLORY 36 – Collision, zainaugurowano mistrzostwo kobiet w wadze super koguciej, które zdobyła Amerykanka Tiffany van Soest.
Z Glory związane są (lub były) największe gwiazdy oraz czołowi zawodnicy na świecie, m.in.: Semmy Schilt, Rico Verhoeven, Mirko Filipović, Giorgio Petrosyan, Remy Bonjasky, Albert Kraus, Tyrone Spong, Peter Aerts, Jérôme Le Banner, Badr Hari, Gökhan Saki, Daniel Ghiță czy Yoshihiro Satō.
W sierpniu 2022 roku dostępna w Polsce platforma streamingowa Viaplay podpisała umowę na transmisję gal Glory. Umowa ma objąć wszystkie organizowane gale.

## Zasady i reguły[7]
Zawodnicy rywalizują w kwadratowym ringu o wymiarach 5 × 5 lub 6 × 6 m. Dozwolone są wszelkie techniki bokserskie oraz kopnięcia i ciosy kolanem w głowę, korpus i nogi przeciwnika. Zawodnik może zwyciężyć na kilka sposobów: przez nokaut, techniczny nokaut (zadając nokdaun rywalowi trzy razy w ciągu rundy lub pięć razy w ciągu całej walki) oraz decyzję sędziów. Poza tym:
- pojedynek trwa trzy rundy
- pojedynek mistrzowski trwa pięć rund
- każda runda trwa trzy minuty
- przerwa pomiędzy rundami trwa 1 minutę

Zabronione akcje:
- całkowity zakaz walki w parterze
- uderzanie głową
- uderzania łokciem
- uderzanie w gardło
- gryzienie
- wszelkie ataki na krocze
- bezpośredni atak na kręgosłup, obojczyk oraz tył głowy
- kopanie głowy leżącego lub klęczącego przeciwnika
- wyrzucanie przeciwnika poza ring
- plucie
- trzymanie się lin
- używanie wulgaryzmów na ringu
- atak podczas przerwy
- atak na przeciwnika, pod ochroną sędziego
- atak po gongu
- świadome lekceważenie instrukcji oraz samego sędziego
- uporczywe unikanie kontaktu z przeciwnikiem
- symulowanie kontuzji

### Turnieje
Głównym cyklem turniejowym, który odbywa się na galach GLORY jest turniej pretendentów (Glory Contender Tournament), w którym rywalizuje czterech zawodników podzielonych na dwie pary (format pucharowy – półfinał i finał). Zwycięzca turnieju zostaje oficjalnym pretendentem do walki o mistrzostwo świata w danej kategorii wagowej. W latach 2012–2014 i 2016 miały miejsce turnieje mistrzowskie zwane Slam Tournament i Championship Tournament, które wyłaniały inauguracyjnych mistrzów świata w poszczególnych kategoriach wagowych. Poza tym odbywają się mniejsze cykle takie jak Road to Glory, gdzie zwycięzca zawodów otrzymuje kontrakt z organizacją.

### Ranking
Organizacja prowadzi swój oficjalny ranking pretendentów do mistrzostwa, przydzielając punkty za pojedyncze zwycięstwa oraz wygrane turnieje.

## Mistrzostwo[7]
Walki o mistrzostwo świata GLORY w poszczególnych kategoriach wagowych rozgrywane są od 2012 roku. Pas mistrzowski ma charakter przechodni (jak w boksie). Zawodnik będący posiadaczem mistrzowskiego pasa jest zobligowany do obrony mistrzostwa minimum raz w roku, jeśli nie jest w stanie tego zrobić, tytuł jest mu odbierany. Obecnymi mistrzami są:
| Kategoria  | Waga                   | Mistrz                    | Od                | Obrony tytułu |
| ---------- | ---------------------- | ------------------------- | ----------------- | ------------- |
| Ciężka     | ponad 95 kg (+ 209 lb) | Rico Verhoeven            | 21 czerwca 2014   | 10            |
| Półciężka  | do 95 kg (209 lb)      | Donegi Abena              | 11 lutego 2023    | 0             |
| Średnia    | do 85 kg (187 lb)      | Donovan Wisse             | 4 września 2021   | 2             |
| Półśrednia | do 77 kg (170 lb)      | Endy Semeleer             | 19 listopada 2022 | 2             |
| Lekka      | do 70 kg (155 lb)      | Tyjani Beztati            | 4 września 2021   | 3             |
| Piórkowa   | do 65 kg (143 lb)      | Petchpanomrung Kiatmookao | 29 września 2018  | 6             |

| Kategoria kobiet     | Waga                  | Mistrzyni         | Od                | Obrony tytułu |
| -------------------- | --------------------- | ----------------- | ----------------- | ------------- |
| Super kogucia kobiet | do 55,5 kg (122,3 lb) | Tiffany van Soest | 22 listopada 2019 | 3             |

### Waga ciężka (+95 kg)
| Nr                                                               | Mistrz                                | Od              | Do              | Miejsce              | Obrony tytułu |
| ---------------------------------------------------------------- | ------------------------------------- | --------------- | --------------- | -------------------- | --- |
| 1.                                                               | Semmy Schilt (pok. Errola Zimmermana) | 26 maja 2012    | 26 czerwca 2013 | Sztokholm (Glory 1)  | |
| Schilt zakończył karierę z powodów zdrowotnych i zwakował tytuł. |                                       |                 |                 |                      | |
| 2.                                                               | Rico Verhoeven (pok. Daniela Ghițę)   | 21 czerwca 2014 | nadal           | Inglewood (Glory 17) | - #1 pokonał Errola Zimmermana, 6 lutego 2015 (Glory 19) - #2 pokonał Benjamina Adegbuyia, 5 czerwca 2015 (Glory 22) - #3 pokonał Benjamina Adegbuyia, 4 grudnia 2015 (Glory 26) - #4 pokonał Mladena Brestovaca, 12 marca 2016 (Glory 28) - #5 pokonał Andersona Silvę, 9 września 2016 (Glory 33) - #6 pokonał Jamala Ben Saddika, 9 grudnia 2017 (Glory 49) - #7 pokonał Mladena Brestovaca, 2 czerwca 2018 (Glory 54) - #8 pokonał Guto Inocente, 29 września 2018 (Glory 59) - #9 pokonał Badr Hari, 21 grudnia 2019 (Glory 74) - #10 pokonał Jamal Ben Saddik, 23 października 2021 (Glory: Collision 3) |

### Waga półciężka (-95 kg)
| Nr                                                                               | Mistrz                                                     | Od                  | Do               | Miejsce                                     | Obrony tytułu |
| -------------------------------------------------------------------------------- | ---------------------------------------------------------- | ------------------- | ---------------- | ------------------------------------------- | --- |
| 1.                                                                               | Gökhan Saki (pok. Tyrone Sponga)                           | 12 kwietnia 2014    | 27 lipca 2015    | Stambuł (Glory 15)                          | |
| Tytuł został odebrany Sakiemu w związku z jego nieaktywnością.                   |                                                            |                     |                  |                                             | |
| 2.                                                                               | Saulo Cavalari (pok. Zacka Mwekassę)                       | 19 września 2015    | 12 marca 2016    | San Jose (Bellator MMA & Glory: Dynamite 1) | |
| 3.                                                                               | Artiom Wachitow                                            | 12 marca 2016       | 30 stycznia 2021 | Paryż (Glory 28)                            | - #1 pokonał tymczasowego mistrza Zacka Mwekassę, 5 listopada 2016 (Glory 35) - #2 pokonał Saulo Cavalariego, 24 lutego 2017 (Glory 38) - #3 pokonał Ariela Machado, 28 października 2017 (Glory 47) - #4 pokonał Danyo Ilungę, 10 sierpnia 2018 (Glory 56) - #5 pokonał Donegi Abena, 22 czerwca 2019 (Glory 66) |
| –                                                                                | Zack Mwekassa (pok. o tymczasowy tytuł Mourada Bouzidiego) | 25 czerwca 2016     | 5 listopada 2016 | Amsterdam (Glory 31)                        | |
| –                                                                                | Pawło Żurawlow (pok. o tymczasowy tytuł Saulo Cavalariego) | 14 lipca 2017       | ?                | Nowy Jork (Glory 43)                        | |
| 4.                                                                               | Alex Pereira                                               | 30 stycznia 2021    | 4 września 2021  | Rotterdam (Glory 77)                        | |
| 5.                                                                               | Artiom Wachitow                                            | 4 września 2021     | 17 czerwca 2022  | Rotterdam (Glory 78)                        | |
| Wachitow został pozbawiony tytułu związku z Inwazja Rosji na Ukrainę w 2022 roku |                                                            |                     |                  |                                             | |
| 6.                                                                               | Sergej Maslobojev                                          | 8 października 2022 | 11 lutego 2023   | Arnhem (Glory: Collision 4)                 | |
| 7.                                                                               | Donegi Abena                                               | 11 lutego 2023      | nadal            | Rotterdam (Glory 83)                        | |

### Waga średnia (-85 kg)
| Nr                                                              | Mistrz                             | Od                   | Do                   | Miejsce                    | Obrony tytułu |
| --------------------------------------------------------------- | ---------------------------------- | -------------------- | -------------------- | -------------------------- | --- |
| 1.                                                              | Artiom Lewin (pok. Joe Schillinga) | 21 czerwca 2014      | 26 lutego 2015       | Inglewood (Glory 17)       | - #1 zremisował z Simonem Marcusem, 8 maja 2015 (Glory 21) |
| 2.                                                              | Simon Marcus                       | 26 lutego 2015       | 9 września 2016      | Hoffman Estates (Glory 27) | - #1 pokonał Dustina Jacoby, 13 maja 2016 (Glory 30) |
| 3.                                                              | Jason Wilnis                       | 9 września 2016      | 29 kwietnia 2017     | Trenton (Glory 33)         | - #1 pokonał Israela Adesayna, 20 stycznia 2017 (Glory 37) |
| 4.                                                              | Simon Marcus                       | 29 kwietnia 2017     | 14 października 2017 | Kopenhaga (Glory 40)       | |
| 5.                                                              | Alexsandro Pereira                 | 14 października 2017 | ?                    | Kanton (Glory 46)          | - #1 pokonał Yousriego Belgaroui, 9 grudnia 2017 (Glory 49) - #2 pokonał Yousriego Belgaroui, 20 lipca 2018 (Glory 55) - #3 pokonał Simona Marcusa, 14 września 2018 (Glory 58) - #4 pokonał Jason Wilnis, 17 maja 2019 (Glory 65) - #5 pokonał Ertugrul Bayrak, 21 grudnia 2019 (Glory 74) |
| Pereira zwakował tytuł i przeszedł do wyższej kategorii wagowej |                                    |                      |                      |                            | |
| 6.                                                              | Donovan Wisse                      | 4 września 2021      | nadal                | Rotterdam (Glory 78)       | - #1 pokonał Juri De Sousa, 20 sierpnia 2022 (Glory 81) - #2 pokonał Serkan Ozcaglayan, 17 czerwca 2023 (Glory: Collision 5) |

### Waga półśrednia (-77 kg)
| Nr                                                        | Mistrz                                    | Od                | Do                | Miejsce               | Obrony tytułu |
| --------------------------------------------------------- | ----------------------------------------- | ----------------- | ----------------- | --------------------- | --- |
| 1.                                                        | Marc de Bonte (pok. Karapeta Karapetjana) | 3 maja 2014       | 21 czerwca 2014   | Broomfield (Glory 16) | |
| 2.                                                        | Joseph Valtellini                         | 21 czerwca 2014   | 4 czerwca 2015    | Inglewood (Glory 17)  | |
| Valtellini zwakował tytuł z powodów zdrowotnych.          |                                           |                   |                   |                       | |
| 3.                                                        | Nieky Holzken (pok. Raymonda Danielsa)    | 7 sierpnia 2015   | 10 grudnia 2016   | Las Vegas (Glory 23)  | - #1 pokonał Murthela Groenharta, 4 grudnia 2015 (Glory 26) - #2 pokonał Yoanna Kongolo, 16 kwietnia 2016 (Glory 29) - #3 pokonał Murthela Groenharta, 21 października 2016 (Glory 34) |
| 4.                                                        | Cédric Doumbé                             | 10 grudnia 2016   | 25 sierpnia 2017  | Oberhausen (Glory 36) | - #1 pokonał Yoanna Kongolo, 25 marca 2017 (Glory 39) - #2 pokonał Nieky Holzkena, 10 czerwca 2017 (Glory 42)                                                                          |
| 5.                                                        | Murthel Groenhart                         | 25 sierpnia 2017  | 16 lutego 2018    | Chicago (Glory 44)    | |
| 6.                                                        | Harut Grigorian                           | 16 lutego 2018    | 9 marca 2019      | Chicago (Glory 50)    | - #1 pokonał Alima Nabijewa, 2 czerwca 2018 (Glory 54) |
| 7.                                                        | Cédric Doumbé                             | 9 marca 2019      | 16 listopada 2021 | Strasburg (Glory 64)  | - #1 pokonał Alima Nabijewa, 22 czerwca 2019 (Glory 66) - #2 pokonał Karim Ghajji, 19 grudnia 2020 (Glory 76) - #3 pokonał Murthel Groenhart, 30 stycznia 2021 (Glory 77)              |
| Organizacja ogłosiła, że Doumbé zrezygnował z kickboxingu |                                           |                   |                   |                       | |
| 8.                                                        | Endy Semeleer                             | 19 listopada 2022 | nadal             | Bonn (Glory 82)       | - #1 pokonał Murthel Groenhart, 29 kwietnia 2023 (Glory 85) - #2 pokonał Jay Overmeer, 17 czerwca 2023 (Glory: Collision 5)                                                            |

### Waga lekka (-70 kg)
| Nr                                                                 | Mistrz                              | Od               | Do               | Miejsce                  | Obrony tytułu |
| ------------------------------------------------------------------ | ----------------------------------- | ---------------- | ---------------- | ------------------------ | --- |
| 1.                                                                 | Dawit Kiria (pok. Andy’iego Ristie) | 8 marca 2014     | 7 listopada 2014 | Zagrzeb (Glory 14)       | |
| 2.                                                                 | Robin van Roosmalen                 | 7 listopada 2014 | 25 czerwca 2016  | Oklahoma City (Glory 18) | - #1 pokonał Andy’iego Ristie, 3 kwietnia 2015 (Glory 20) - #2 pokonał Sitthichaia Sitsongpeenonga, 6 listopada 2015 (Glory 25) |
| 3.                                                                 | Sitthichai Sitsongpeenong           | 25 czerwca 2016  | 17 maja 2019     | Amsterdam (Glory 31)     | - #1 pokonał Marata Grigoriana, 10 grudnia 2016 (Glory 36) - #2 pokonał Dylana Salvadora, 25 marca 2017 (Glory 39) - #3 pokonał Christiana Bayę, 16 lutego 2018 (Glory 50) - #4 pokonał Tyjaniego Beztatiego, 12 maja 2018 (Glory 53) - #5 pokonał Marata Grigoriana, 25 sierpnia 2018 (Glory 57) - #6 pokonał Josha Jaunceya, 2 listopada 2018 (Glory 61) |
| 4.                                                                 | Marat Grigorian                     | 17 maja 2019     | 23 sierpnia 2020 | Utrecht (Glory 65)       | - #1 pokonał Tyjani Beztati, 12 października 2019 (Glory 69) - #2 pokonał Elvis Gashi, 7 grudnia 2019 (Glory 73) |
| Grigorian zwakował tytuł i odszedł do organizacji ONE Championship |                                     |                  |                  |                          | |
| 5.                                                                 | Tyjani Beztati                      | 4 września 2021  | nadal            | Rotterdam (Glory 78)     | - #1 pokonał Josh Jauncey, 14 maja 2022 (Glory 80) - #2 pokonał Stoyan Koprivlenski, 8 października 2022 (Glory: Collision 4) - #3 pokonał Petpanomrung Kiatmuu9, 11 marca 2023 (Glory 84) |

### Waga piórkowa (-65 kg)
| Nr | Mistrz                                                                  | Od                   | Do                   | Miejsce               | Obrony tytułu |
| --- | ----------------------------------------------------------------------- | -------------------- | -------------------- | --------------------- | --- |
| 1. | Gabriel Varga (pok. Mosaba Amraniego)                                   | 3 kwietnia 2015      | 6 listopada 2015     | Dubaj (Glory 20)      | |
| 2. | Serhij Adamczuk                                                         | 6 listopada 2015     | 22 lipca 2016        | Mediolan (Glory 25)   | - #1 pokonał Mosaba Amraniego, 12 marca 2016 (Glory 28) |
| 3. | Gabriel Varga                                                           | 6 listopada 2015     | 21 października 2016 | Norfolk (Glory 32)    | |
| 4. | Robin van Roosmalen                                                     | 21 października 2016 | 19 stycznia 2017     | Broomfield (Glory 34) | |
| Roosmalen stracił tytuł w związku z przekroczeniem wymaganego limitu wagowego podczas oficjalnego ważenia w przeddzień gali Glory 37. |                                                                         |                      |                      |                       | |
| 5. | Robin van Roosmalen (pok. Petchpanomrung Kiatmookao)                    | 20 maja 2017         | 29 września 2018     | Den Bosch (Glory 41)  | - #1 pokonał Serhija Adamczuka, 30 września 2017 (Glory 45) - #2 pokonał tymczasowego mistrza Kevina Vannostranda, 31 marca 2018 (Glory 52) |
| – | Kevin Vannostrand (pok. o tymczasowy tytuł Anwara Bojnazarowa)          | 1 grudnia 2017       | 31 marca 2018        | Nowy Jork (Glory 48)  | |
| – | Petchpanomrung Kiatmookao (pok. o tymczasowy tytuł Kevina Vannostranda) | 20 lipca 2018        | 29 września 2018     | Nowy Jork (Glory 55)  | |
| 6 | Petchpanomrung Kiatmookao                                               | 29 września 2018     | nadal                | Amsterdam (Glory 59)  | - #1 pokonał Serhija Adamczuka, 1 lutego 2019 (Glory 63) - #2 pokonał Anvar Boynazarov, 5 lipca 2019 (Glory 67) - #3 zremisował z Kevin Van Nostrand, 22 listopada 2019 (Glory 72) - #4 pokonał Serhija Adamczuka, 29 lutego 2020 (Glory 75) - #5 pokonał Abraham Vidales, 8 października 2022 (Glory: Collision 4) - #6 pokonał Ahmad Chikh Mousa, 27 maja 2023 (Glory 86) |

### Waga super kogucia kobiet (-55,5 kg)
| Nr | Mistrz                              | Od                | Do                | Miejsce               | Obrony tytułu |
| -- | ----------------------------------- | ----------------- | ----------------- | --------------------- | --- |
| 1. | Tiffany van Soest (pok. Amel Dehby) | 10 grudnia 2016   | 1 grudnia 2017    | Oberhausen (Glory 36) | 1 pokonała Meryem Uslu, 25 sierpnia 2017 (Glory 44) |
| 2. | Anissa Meksen                       | 1 grudnia 2017    | 10 sierpnia 2018  | Nowy Jork (Glory 48)  | 1. 1 pokonała Amel Dehby, 12 maja 2018 (Glory 53) |
| 3. | Jady Menezes                        | 10 sierpnia 2018  | 2 listopada 2018  | Denver (Glory 56)     | |
| 4. | Anissa Meksen                       | 2 listopada 2018  | 22 listopada 2019 | Nowy Jork (Glory 61)  | 1. 1 pokonała Tiffany van Soest, 9 marca 2019 (Glory 64) 2. 2 pokonała Sofia Olofsson, 22 czerwca 2019 (Glory 66)                                                                          |
| 5. | Tiffany van Soest                   | 22 listopada 2019 | nadal             | Chicago (Glory 71)    | 1. 1 pokonała Aline Pereira, 30 stycznia 2021 (Glory 77) 2. 2 pokonała Manazo Kobayashi, 19 marca 2022 (Glory 80) 3. 3 pokonała Sarah Moussaddak, 8 października 2022 (Glory: Collision 4) |